# Harald Otto (Pädagoge)
Willi Harald Otto (* 22. April 1941 in Leipzig) ist ein deutscher Pädagoge und Autor.

## Leben und Wirken
Harald Otto wuchs im Leipziger Stadtteil Schönefeld auf, studierte an der Karl-Marx-Universität Leipzig Germanistik sowie Geografie und arbeitete als Lehrer zunächst auf dem Land bei Wurzen und seit 1970 in Leipzig-Mockau. In den 1980er Jahren gründete er im Ehrenamt ein Parkaktiv zum Zwecke des Naturschutzes und der Landschaftsgestaltung im Raum Abtnaundorf. Nach 1989 wurde er ins Leipziger Oberschulamt berufen, um im Regierungsbezirk das neu zu flechtende Schulnetz einzurichten. Schließlich leitete er ab 1992 bis zu seinem Eintritt in den Ruhestand 2005 das Mockauer F.-A.-Brockhaus-Gymnasium.
Als Gründungs- und Vorstandsmitglied eines Kirchbau-Fördervereins (Förderverein zur Erhaltung der Kirchen im Kirchspiel Löbnitz) war Harald Otto seit dem Jahre 2000 an der Rettung zweier desolater evangelischen Dorfkirchen beteiligt. Davon ist die Dorfkirche Löbnitz am See mit ihrem Ave von Schönfeld–Garten national bedeutsam.
Mit seinem im Jahr 2010 erschienenen Buch Welt erfahren beschreibt Harald Otto als Chronist und Beobachter die historischen Hintergründe und damaligen Zustände bis einschließlich die der Wendezeit für die Leipziger Ortsteile Schönefeld, Abtnaundorf und Mockau. Er bewegt sich dabei fiktiv mit dem Fahrrad zwischen zu Hause und Schule hin und her, die so entstandene „Wegbeschreibung“ wird zum Wende-Buch. Historisches und Gegenwärtiges des umrissenen städtischen Raumes waren auch mehrfach Gegenstand verschiedener anderer Veröffentlichungen des Autors.
Anlässlich des 200. Geburtstages des in Leipzig geborenen Komponisten Richard Wagner erschien im Jahre 2012 sein Buch Es wagnert in Leipzig!,  das auch als eine Streitschrift gesehen werden kann und unter dem Motto „Was in Bayreuth vollendet, war in Leipzig auf den Weg gebracht“ die übliche Sicht auf Wagner ergänzt und auch verändert.
Zwischen 2016 und 2022 erschienen drei Sammlungen von nun 1000 Aphorismen, die als Zeichen gelebter Demokratie zu verstehen sind: Splitter im Auge des Mannes aus Lipsia, Zeitenlese und Spiegelungen.
Vorträge und Führungen ergänzen das Feld seiner Tätigkeit, einige seiner Vorträge liegen mit dem Band Luther–Gellert–Wagner–Löbnitzer Reden seit 2018 gedruckt vor.
Harald Otto lebt in der Nähe von Leipzig.

## Werke (Auswahl)
- Harald Otto: Es wagnert in Leipzig, Stationen und Betrachtungen, Pro Leipzig Verlag, Leipzig 2012, ISBN 978-3-936508-83-3
- Harald Otto: Welt erfahren, Pro Leipzig Verlag, Leipzig 2010, ISBN 978-3-936508-56-7
- Harald Otto: Splitter im Auge des Mannes aus Lipsia – Aphorismen, 3. Auflage, Verlag epubli, Berlin 2016,  ISBN 978-3-7418-2095-3
- Harald Otto: Zeitenlese – Aphorismen, Verlag epubli, Berlin 2020, ISBN 978-3-7529-7822-3
- Harald Otto: Luther...Gellert...Wagner...Löbnitzer Reden, 3. Auflage, Verlag epubli, Berlin 2018, ISBN 978-3-7450-9910-2
- Harald Otto: Spiegelungen – Aphorismen, Verlag epubli, Berlin 2022, ISBN 978-3-7565-1635-3